# Clapp's Favorite (pera)
Clapp's Favorite es el nombre de una variedad cultivar de pera europea Pyrus communis. Los orígenes de este híbrido es el resultado del cruce de 'Bartlett' x 'Flemish Beauty' gracias a la familia Clapp de Dorchester (Massachusetts).

## Historia
'Clapp's Favorite' es una variedad de pera antigua que fue desarrollada por la familia Clapp en Dorchester, Massachusetts, en el siglo XIX como un híbrido del cruce de Parental-Madre 'Bartlett' x el polen de la variedad 'Flemish Beauty' como Parental-Padre. Fue introducida comercialmente en 1860.
Durante la primera parte del siglo XIX, la familia inició una extensa investigación hortícola. William y sus hijos Thaddeus, Frederick y Lemuel desarrollaron muchos tipos de frutas en esta finca, que se extendía hacia el oeste hasta South Bay y hacia el este muchos acres hacia Dorchester Avenue. Muchas de las calles que se desarrollaron a medida que se subdividió la propiedad recibieron el nombre de sus variedades de peras, tal como 'Harvest', 'Bellflower' y 'Dorset'. La variedad 'Clapp's Favorite' todavía está en producción hoy.
La variedad 'Clapp's Favorite' tiene un desporte: 'Red Clapp's Favorite', descubierto en 1950.

## Características

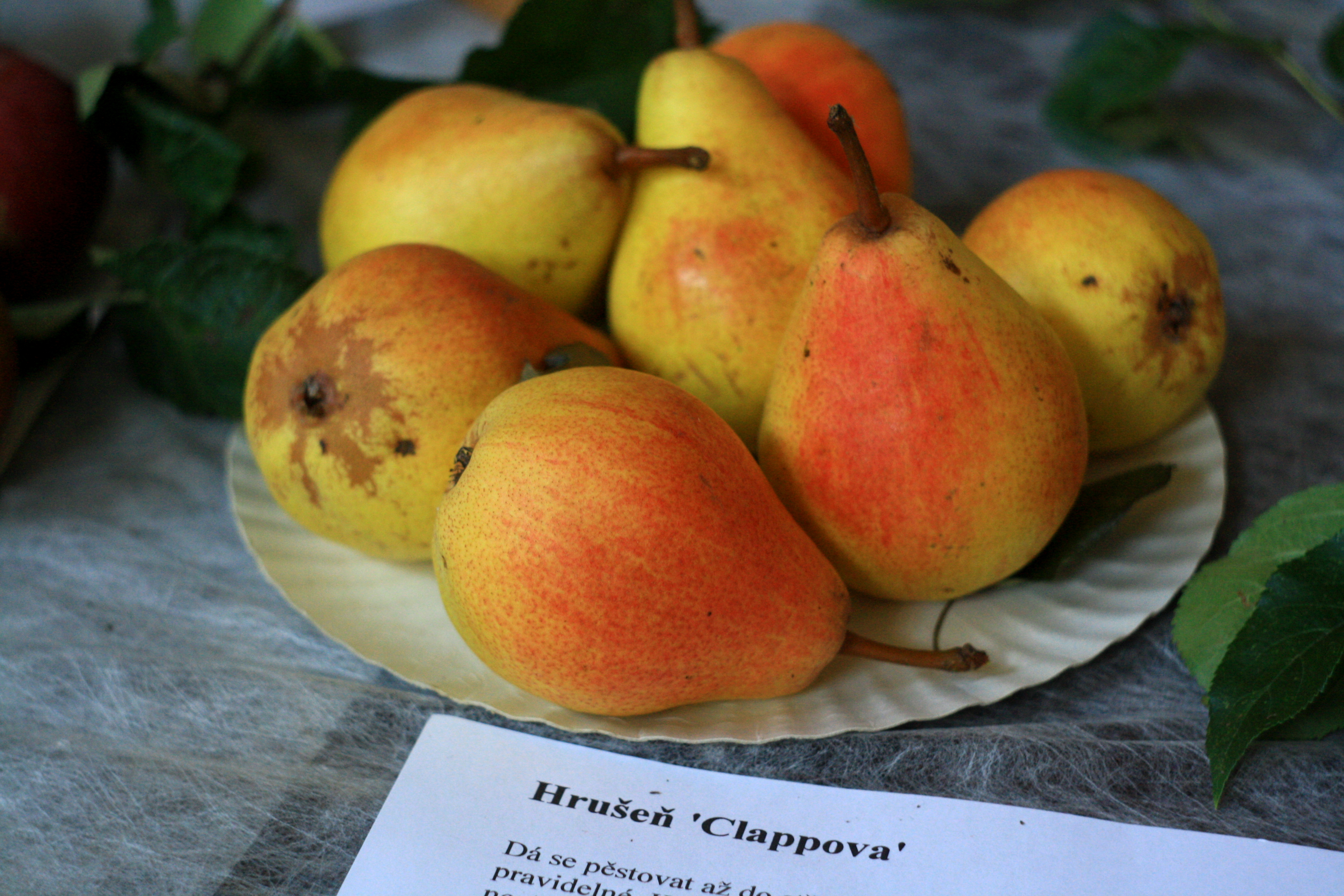
Peras 'Clapp's Favorite'.

'Clapp's Favorite' árbol de extensión erguida que puede alcanzar hasta cuatro metros de altura, de vigor moderadamente vigoroso. Los botones florales pueden aguantar las heladas tardías. Tiene un tiempo de floración que comienza a partir del 25 de abril con el 10% de floración, para el 29 de abril tiene una floración completa (80%), y para el 9 de mayo tiene un 90% caída de pétalos.
El fruto es de tamaño mediano a grande, con una altura de 9-11 cm y un diámetro de 5-7 cm, y tiene forma oblonga con una gran base bulbosa que se estrecha ligeramente hasta un pequeño cuello redondeado. La piel fina, lisa, y brillante, tiene un color base amarillo dorado, presentando lenticelas de ruginoso-"russeting" prominentes, y parches de rubor rojo que se conectan a un tallo largo de color marrón claro, con un (25-30%) de "russeting" (pardeamiento áspero superficial que presentan algunas variedades). La pulpa blanda es de color crema a marfil y es húmeda, de grano fino y encierra un núcleo central con pequeñas semillas de color negro-marrón. Cuando está madura, es crujiente, aromática y jugosa con un sabor suave y dulce equilibrado con un poco de acidez.

## Cultivo
La pera 'Clapp's Favorite' no se cultiva comercialmente porque tiene una vida útil muy corta. Debe recolectarse antes de la maduración para evitar la pudrición del núcleo y solo durará un par de días después de la cosecha. Aunque tiene una vida útil corta, los jardineros caseros consideran que las peras 'Clapp's Favorite' son una de las mejores peras frescas para comer por su textura delicada y consistencia jugosa. Está madura para la recolección desde finales de verano a inicios de otoño, y están listos para comer cuando el extremo del tallo cede ligeramente a la presión.

## Uso
La fruta se utiliza como pera de mesa o para conservar en lata. Para su enlatado y conservación para su uso posterior es importante tener en cuenta que las peras 'Clapp's Favorite' no se almacenan bien y deben consumirse o procesarse rápidamente. Para esto las peras deben ser firmes en lugar de muy suaves y que no tengan magulladuras.

## Polinización
La pera 'Clapp's Favorite' está en el grupo de floración 4. No es autofértil y necesita un compañero de polinización de una variedad diferente cercana, tal como 'Bartlett', 'Conference', 'Karl’s Favorite', 'D’anjou', 'Moonglow', o 'Seckel'.